# Sarah Brüßler
Sarah Brüßler (* 8. April 1994 in Kassel) ist eine deutsche Kanutin, die für die Rheinbrüder in Karlsruhe startet.

## Werdegang
Sarah Brüßler begann im Alter von 11 Jahren mit dem Kanusport. 2012 wurde sie als Außenseiterin im Zweier-Kajak über 500 m Deutsche Meisterin bei den Junioren. 2016 bekam sie eine Sportförderung und wurde Profisportlerin.
Ihre ersten Olympischen Spiele bestritt sie 2021 bei den Olympischen Spielen 2020 in Tokio. Im Zweier-Kajak über 500 m konnte sie den 11. Platz erreichen.
Bei den Olympischen Spielen 2024 in Paris gewann Sarah Brüßler gemeinsam mit Paulina Paszek, Pauline Jagsch und Jule Hake die Silbermedaille im Vierer-Kajak. Für diesen Medaillengewinn wurden sie und das deutsche Kanu-Viererteam am 4. November 2024 vom Bundespräsidenten mit dem Silbernen Lorbeerblatt ausgezeichnet.

## Erfolge
| Jahr | Event                                 | K-1 200 m | K-1 500 m | K-1 1000 m | K-1 5000 m | K-2 200 m | K-2 500 m | K-2 1000 m | K-4 200 m | K-4 500 m |
| ---- | ------------------------------------- | --------- | --------- | ---------- | ---------- | --------- | --------- | ---------- | --------- | --------- |
| 2015 | Deutsche Meisterschaft 2015           |           |           | Bronze     | Silber     |           |           |            |           |           |
| 2015 | U23-Europameisterschaften 2015        |           | 11.       |            |            |           |           | Gold       |           | 5.        |
| 2016 | Deutsche Meisterschaften 2016         |           | Silber    | Silber     | Silber     |           |           |            |           |           |
| 2016 | Studierenden Weltmeisterschaften 2016 |           |           |            |            |           | Silber    |            | Silber    | Silber    |
| 2016 | U23-Europameisterschaften 2016        |           |           |            |            |           |           | Gold       |           | Silber    |
| 2017 | Deutsche Meisterschaften 2017         |           | Bronze    |            | Gold       | Silber    | Bronze    |            |           | Silber    |
| 2017 | U23-Weltmeisterschaften 2017          |           |           |            |            |           | 7.        |            |           | Silber    |
| 2018 | Deutsche Meisterschaften 2018         |           | Bronze    |            | Bronze     |           |           |            |           | Silber    |
| 2018 | Europameisterschaften 2018            |           |           |            |            |           |           | Silber     |           |           |
| 2018 | Weltmeisterschaften 2018              |           |           |            | 9.         |           |           | Bronze     |           |           |
| 2019 | Deutsche Meisterschaften 2019         |           | Gold      |            | Gold       |           |           |            |           | 4.        |
| 2019 | Weltmeisterschaften 2019              |           |           | 4.         |            |           |           | Silber     |           |           |
| 2020 | Deutsche Meisterschaften 2020         | Bronze    | Silber    | Gold       |            |           |           |            |           |           |
| 2021 | Deutsche Meisterschaften 2021         |           |           |            |            | Bronze    | Bronze    |            |           | Gold      |
| 2021 | Europameisterschaften 2021            |           |           | 7.         |            |           |           |            |           |           |
| 2021 | Olympische Spiele 2020                |           |           |            |            |           | 11.       |            |           |           |
| 2021 | Weltmeisterschaften 2021              |           |           |            |            |           | 7.        |            |           |           |
| 2022 | Deutsche Meisterschaften 2022         |           | Bronze    |            |            |           | Gold      |            |           | Bronze    |
| 2023 | Deutsche Meisterschaften 2023         |           |           |            |            | Gold      | Silber    |            |           | Gold      |
| 2023 | Weltmeisterschaften 2023              |           |           |            |            |           |           |            |           | 8.        |
| 2024 | Olympische Spiele 2024                |           |           |            |            |           |           |            |           | Silber    |